# Autosómico recesivo

Gen autosómico recesivo. Modo de herencia entre dos portadores de un gen autosómico recesivo y monogénico.

El término autosómico recesivo describe a uno de los patrones de herencia clásicos o mendelianos y se caracteriza por no presentar el fenómeno de dominancia genética. En este patrón de herencia el fenotipo que caracteriza al alelo recesivo se encuentra codificado un gen cuyo locus se encuentra ubicado en alguno de los autosomas o cromosomas no determinantes del sexo. Este alelo recesivo no se manifiesta si se encuentra acompañado por un alelo dominante.
Es decir, que por este mecanismo una determinada característica heredable se transmite en una forma que puede ser predicha sin tener en consideración el sexo del descendiente. Además, para que esta característica heredable se exprese es necesario que el descendiente reciba el gen de ambos progenitores.
Si un rasgo, trastorno o enfermedad es autosómico recesivo, significa que un individuo debe recibir el alelo mutado de ambos padres para heredar el rasgo, trastorno o enfermedad.

## Patrón de herencia
Los linajes donde se segrega una característica autosómica recesiva muestran un árbol genealógico característico en el que, llama la atención la aparición de una determinada característica en un individuo proveniente de dos familias sin antecedentes cercanos, por regla general los individuos que la expresan son pocos y los que la expresan no suelen tener un progenitor afectado.
En la herencia autosómica recesiva, se cumplen los siguientes hechos:
- Pocos individuos afectados.
- Los afectados no suelen ser hijos de afectados (a excepción de unos muy escasos casos de disomía uniparental).
- Se afectan por igual hombres y mujeres.
- Como regla, de una cruza entre un individuo afectado y uno no afectado y no portador, ninguno de los descendientes hereda la afección, pero todos ellos son portadores.
- De una cruza entre un individuo afectado y uno no afectado pero portador, existe un 50% de probabilidad de que un descendiente se encuentre afectado, y los restantes resultan portadores pero sin heredar la afección.
- De una cruza entre dos individuos portadores, existe un 25% de probabilidad de que un descendiente se encuentre afectado, un 50% de que resulten portadores pero sin manifestar la afección, y un 25% de probabilidad de no presentar ningún alelo recesivo.
- Los individuos sanos pueden tener hijos con la mutación.
- Hay hombres afectados hijos de hombres afectados (lo cual excluye la posibilidad de que el gen causante de la afección se encuentre ubicado en el cromosoma X, que en los varones procede de la madre).
- La característica puede saltar varias generaciones sin manifestarse.
- El patrón ofrece un aspecto casi aleatorio.
- La característica es más común entre progenitores con algún grado de consanguinidad, y es más probable cuanto mayor sea el grado de esta.

En este caso los individuos afectados son usualmente homocigóticos y tienen un riesgo del 100% en cada intento reproductivo de que su hijo herede el gen en forma portadora independientemente del sexo de los mismos. En algunos casos los afectados son heterocigóticos compuestos, es decir que presentan 2 versiones diferentes de alelos anómalos, pero ninguno corriente.

### Algunas características autosómicas recesivas
- Cabello lacio o fino
- Labios finos
- Nariz fina
- Ojos claros
- Pabellones auriculares grandes
- Piel lampiña
- Lóbulos de la oreja sueltos
- Dedo del pie más grande que segundo dedo del pie

### Algunas enfermedades con herencia autosómica recesiva
- Alcaptonuria
- Anemia de células falciformes
- Anemia de Fanconi
- Cistinosis
- Enfermedad de Gaucher
- Enfermedad de Niemann-Pick
- Enfermedad de Refsum
- Enfermedad de Stargardt
- Enfermedad de Wilson
- Enfermedad de Wolman
- Fenilcetonuria
- Fibrosis quística
- Fiebre mediterránea familiar
- Insensibilidad congénita al dolor con anhidrosis (HSAN IV)
- Porfiria
- Síndrome de Bloom
- Síndrome de Chédiak-Higashi
- Síndrome de Ehlers-Danlos
- Síndrome de Lucey-Driscoll
- Síndrome de Werner
- Trimetilaminuria
- Albinismo